# Чан Юйчунь
Чан Юйчунь (кит. трад. 常遇春, пиньинь Cháng Yùchūn, 1330 — 9 августа 1369; второе имя — Божэнь, кит. трад. 伯仁, пиньинь Bórén; прозвание-хао — Яньхэн, кит. трад. 燕衡, пиньинь Yànhéng) — китайский военачальник эпохи основания династии Мин. Сподвижник Чжу Юаньчжана, первого императора Мин, он внёс большой вклад в создание Минской империи. Прославился отвагой и доблестью в боях, за что получил прозвище Чан Сто Тысяч (常十万, Чан Шивань), потому что один, как говорили, он был столь же эффективен, как отряд из 100 000 солдат.

## Биография
Родился в 1330 году в уезде Хуайюань, провинция Аньхой. Его описывали как крепкого мужчину с внушительной внешностью и богатырской силой. Чан присоединился к восстанию «Красных повязок» в 1355 году, чтобы свергнуть правящую в Китае монгольскую династию Юань. В том же 1355 году Чан Юйчунь последовал за Чжу Юаньчжаном на битву с юаньской армией, которая произошла при Цайши (юг современного Мааньшаня, на восточном берегу Янцзы). Войска повстанцев одержали в этой битве победу, к Чану пришла слава. Впоследствии он был повышен до звания юаньшуай (元帥, эквивалент маршала).
Чан Юйчунь участвовал в крупных сражениях против соперников Чжу Юаньчжана — Чэнь Юляна и Чжан Шичэна, помог Чжу устранить их и обеспечить свою власть над Китаем, заложив основу династии Мин. Чжу в 1366 году пожаловал ему титул «гун (великий князь) Э» (鄂國公). В 1367 году Чан Юйчунь последовал за Сюй Да в военной кампании на север и в следующем году захватил юаньскую столицу Ханбалык (Пекин), положив конец монгольскому правлению в Китае.
В 1369 году Чан Ючунь умер от болезни на обратном пути в Нанкин на востоке современного уезда Сюаньхуа провинции Хэбэй. Когда минский император Чжу Юаньчжан услышал о смерти Чана, он написал стихотворение, оплакивающее Чана, и даровал ему посмертный титул «ван Кайпина» (開平王) и почётное посмертное имя Чжунъу (忠武 — «Преданный герой»). У Чан Юйчуня было трое сыновей: Чан Мао (常茂), Чан Шэн (常升) и Чан Сэнь (常森), и три дочери (старшая — стала наложницей Чжу Бяо, старшего сына Чжу Юаньчжана, наследного принца династии Мин).

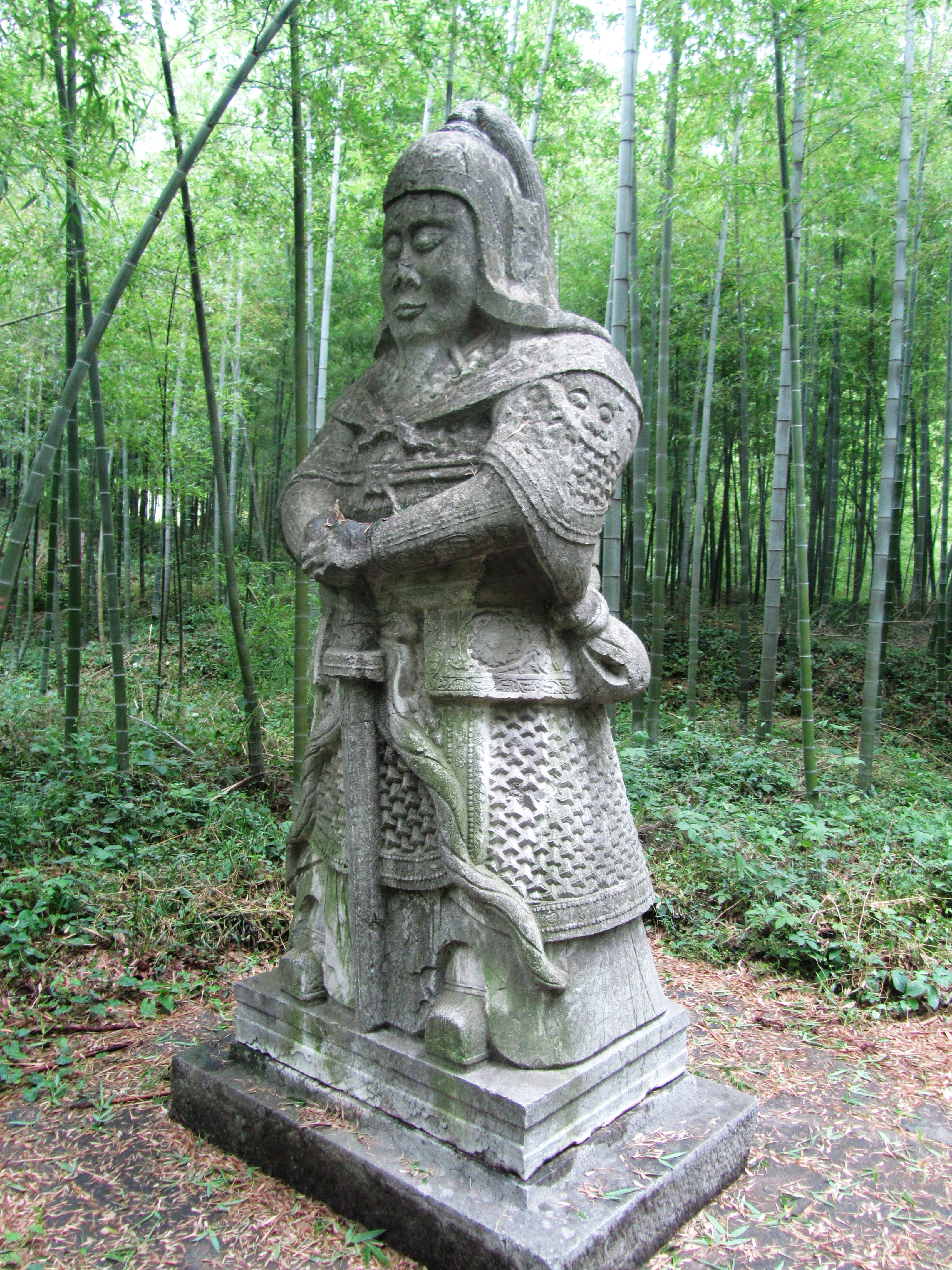
Страж гробницы на «аллее духов» к могиле Чан Юйчуня

## Могила Чан Юйчуня вНанкине
Могила Чан Юйчуня на склоне Цзыцзиньшань («Горы Пурпурного Золота»), в районе Сюаньу, Нанкин, провинция Цзянсу, входит в усыпальный комплекс Могил героев эпохи Мин Сяолина, мавзолея  Чжу Юаньчжана, — с мая 2006 года она включена Государственным советом КНР в перечень «Наиболее важных охраняемых культурных памятников провинции Цзянсу», а с 2003 года гробница, за её выдающуюся сохранность и вклад в средневековую историю Китая, внесена в Список всемирного наследия ЮНЕСКО (как продолжение комплексов императорских гробниц династий Мин и Цин).

## Религия и этническая принадлежность Чан Юйчуня
Принадлежность к религии и этническое происхождение Чана — спорный вопрос в кругах китайских историков. По мнению Бай Шоуи, Фу Тунсяня, Цзинь Цзитана, Ма Ию и Цю Шусэня (все исследователи, кроме Цю Шусэня, сами хуэй-цзю), Чан Юйчунь являлся представителем к народности хуэй. Тан Та Сен и американский антрополог Дрю С. Глэдни также идентифицировали Чана как хуэя, т.е. мусульманина. Вэнь Юн-нин утверждал, что Чан, возможно, не хуэй, основываясь на семейных традициях и потомстве Чана, а также на статусе «цветноглазых» при династии Юань . В более поздней статье Ли Цзяньбяо упомянул, что работа Вэня была спекулятивной и неубедительной.

## В популярной культуре

### Уся
Чан Юйчунь как второстепенный персонаж появляется в приключенческом романе-фэнтези «Записки о „Следующем небу“ и „Уничтожающей драконов“» (倚天屠龙记, 1961-63, в английском переводе — «Небесный меч и драконья сабля») гонконгского писателя Луиса Ча (1924-2018), прославившегося в жанре уся (приключения с упором на боевые искусства). В романе он выведен как член секты Мин, с культом близким манихейству повстанческого движения, стремящегося свергнуть династию Юань. Чан ранен в сражении с юаньскими воинами, но его спасает легендарный даос Чжан Саньфэн. Он соглашается взять с собой вымышленного протагониста романа Чжан Уцзи в Долину бабочек, чтобы обратиться за лечением к эксцентричному врачу Ху Цинню. Несколько лет спустя Чан становится подчинённым Чжан Уцзи после того, как Чжан, за его героизм в спасении культа от разрушения, становится лидером секты. Он участвует в различных битвах против сил Юань и в конечном итоге помогает Чжу Юаньчжану основать династию Мин.
Роман неоднократно адаптировался для комиксов и видеоигр и экранизировался:
- «Записки о „Следующем небу“ и „Уничтожающей драконов“» (1978, Гонконг)
- «Записки о „Следующем небу“ и „Уничтожающей драконов“. Завершение» (1978, Гонконг)
- «Служители зла» (1993, Гонконг)
- «Записки о „Следующем небу“ и „Уничтожающей драконов“»[кит.] (2009, КНР)
- «Записки о „Следующем небу“ и „Уничтожающей драконов“»[кит.] (2019, КНР)

и другие кино- и телеадаптации.

### Боевые искусства
Чан Ючунь считается создателем боевого искусства «Метод копья Кайпин».